# Route magistrale 39 (Serbie)
Pour les articles homonymes, voir M39 et Route 39.
La Route Magistrale 39 (en serbe : Државни пут ІВ реда број 39, Državni put IB reda broj 39 ; Магистрала број 39, Magistrala broj 39) est une route nationale de Serbie qui relie entre elles la ville serbe de Pirot passant par Babušnica, Vlasotince, Leskovac, Lebane et Medveđa jusqu’au Kosovo-et-Métochie.
À ce jour, elle ne comporte aucune section autoroutière (Voie Rapide en 2 x 2 voies).